# Good Stuff (album The B-52s)
Good Stuff è il sesto album in studio del gruppo musicale new wave statunitense The B-52's, pubblicato nel 1992.

## Tracce
1. Tell It Like It T-I-Is – 5:13
2. Hot Pants Explosion – 4:55
3. Good Stuff – 5:58
4. Revolution Earth – 5:48
5. Dreamland – 7:35
6. Is That You Mo-Dean? – 5:32
7. The World's Green Laughter – 4:04
8. Vision of a Kiss – 5:57
9. Breezin' – 5:21
10. Bad Influence – 5:41

## Formazione
- Kate Pierson - voce, tastiere
- Fred Schneider - voce
- Keith Strickland - voce, tastiere, chitarre